# Юрий Данилович
Ю́рий (Гео́ргий) Дани́лович (1281 — 21 ноября 1325) — московский князь в 1303—1325, великий князь Владимирский в 1318—1322, князь Новгородский в 1322—1325.

## Биография
Старший сын московского князя Даниила Александровича, внук Александра Невского. Княжил в Переславле-Залесском, а с 1303 года — в Москве. В 1303 году присоединил к Москве Можайское княжество.

### Борьба с Михаилом Тверским
После смерти великого князя Андрея Александровича (1304) развернулась борьба между Михаилом Ярославичем Тверским, получившим ярлык на великое княжение владимирское, и Юрием Даниловичем. Борьба происходила за уделы (Переславль-Залесский 1305, Кострома 1305, 1317, Городец и Нижний Новгород 1311—1312), за влияние в Новгороде (Михаил организовал продовольственную блокаду в Торжке в 1312, а также предпринял безрезультатный поход на сам Новгород в 1314), за союз с церковью (по смерти митрополита Максима в 1305 году митрополитом стал галицкий иерарх Пётр, а не тверской — Геронтий). Михаил дважды ходил на Москву (1305 и 1308), но не смог её взять. Единожды тверичи разбили москвичей и монгол (1317, Бортеневская битва) и единожды стояли с ними по двум берегам Волги (под Костромой, 1317). Единожды тверичи разбили новгородцев (под Торжком, 1314) и дважды стояли с ними по двум берегам Волги (под Тверью, 1314, 1317).
В 1311 Юрий захватил Нижний Новгород, где посадил на княжение своего брата Бориса. В 1317 Юрий в Золотой Орде женился на сестре Узбек-хана — Кончаке (в крещении — Агафье) и получил высокий (второй по старшинству) монгольский титул гургана, то есть зятя Чингизидов. 22 декабря 1317 года был разбит Михаилом Тверским в сражении под селом Бортеневом, в 40 верстах от Твери, бежал в Орду, где с помощью Кавгадыя, приближённого хана Узбека, добивался от хана расправы над своим политическим противником, обвиняя Михаила Ярославича в отравлении Кончаки (Агафьи), умершей в Твери при загадочных обстоятельствах.
В 1318 году вызванный в орду Михаил после мучительных пыток был убит людьми Юрия Даниловича и монголами. Затем Юрий Данилович получил от хана ярлык на великое владимирское княжение. Тело князя Михаила стало предметом политического торга со стороны Юрия и было выдано для захоронения родственникам лишь через год, когда наследники покойного пошли на уступки. По возвращении из Орды в 1319 году Юрий посадил своего брата Афанасия князем в Новгороде.

### Великое княжение
В 1320 году Юрий ходил войной на рязанского князя Ивана Ярославича, закрепляя Коломну за Московским княжеством. В том же году умер его брат Борис. А другой брат Юрия, Иван Данилович, поехал в Орду к Узбеку для утверждения в качестве наследника Московского княжества.
В 1321 году Тверской князь Дмитрий Михайлович, носивший прозвание Грозные Очи, признал власть Юрия Даниловича и передал ему ордынскую дань со всего Тверского княжества. Но Юрий, вместо того, чтобы отвезти тверскую дань в Орду, отвёз её к брату в Новгород и через купцов-посредников пустил её в оборот, желая получить проценты. Действия Юрия с ордынской данью разгневали хана Узбека, и в 1322 году Дмитрий Тверской снова получил ярлык на великое княжение.
Сам Юрий был вызван в Сарай-Берке, а Дмитрий попытался поймать Юрия на пути в Орду, но тот уехал к брату Афанасию в Новгородскую землю: в Псков, а потом в Новгород, где был принят на княжение.
В Новгородской земле Юрий основал в 1323 году крепость Орешек, заключил Ореховский мир между Новгородом и Швецией и участвовал в походе на Устюг в том же году.
Когда в 1325 году Юрий Данилович приехал в Сарай-Берке и стал добиваться ярлыка на великое княжение, великий князь Дмитрий Михайлович Грозные Очи встретил его там и зарубил в припадке гнева (за смерть отца, Михаила Ярославича), затем был схвачен ордынцами и год спустя по приказу хана казнён. Ярлык на великое княжение достался брату Дмитрия — Александру Михайловичу.

## Семья
- 1-я жена: с 1297 дочь кн. Константина Борисовича Ростовского
  - Дочь от этого брака, Софья Юрьевна, замужем за кн. Константином Михайловичем Тверским[3];
- 2-я жена: с 1317 Кончака (в крещении Агафья; умерла в 1318), дочь Тогрула, внучка хана Менгу-Тимура; племянница хана Тохты

## В культуре
Юрий Данилович действует в двух романах Дмитрия Балашова из цикла «Государи Московские»: в «Младшем сыне» (1975 год) он эпизодический персонаж, а в «Великом столе» (1979 год) — один из центральных героев.
- Фреска Архангельского собора с изображением князя Юрия III Московского, 2-я пол. XVII в.
- Юрий III и Иван Калита на великокняжеском престоле после смерти Даниила Московского[4]